# 30 Minutes
30 Minutes – singel rosyjskiego duetu t.A.T.u. promujący album 200 km/h in the Wrong Lane. Wydany został w połowie 2003 roku. Do piosenki nie nakręcono nowego teledysku, jedynie podłożono głos pod istniejący już obraz do rosyjskiej wersji – 30 minut.
Singel nie odniósł sukcesu na rynkach europejskich i nie zajął żadnych znaczących miejsc na listach przebojów. 

## Spis utworów
Europejski promo singel
1. 30 Minutes (Album Version)
2. 30 Minutes (RagaMix by That Black Remix)
3. 30 Minutes (Enhanced Video)